# I dag & i morgon
I dag & i morgon utkom den 12 april 2006  och är ett och samlingsalbum av den svenska pop- och countrysångerskan Kikki Danielsson.
Albumet innehöll även fyra nylanserade inspelningar: "Yesterday Once More", "Looking for Freedom", "Blue Virgin Isles", "New Kid in Town" och "Handen som rörde mig", vilka ursprungligen var tänkt att ligga på ett album som skulle kommit 2001, men aldrig släpptes. 

## Låtlista
1. I dag & i morgon - 3.00
2. Yesterday Once More - 4.50
3. Jag trodde änglarna fanns - 3.18 (duett: Kikki Danielsson-Tore Halvorsen)
4. Jag har börjat leva nu - 3.24
5. Looking for Freedom - 3.45
6. I mitt hjärta brinner lågan - 3.22 (duett: Kikki Danielsson-Tore Halvorsen)
7. Dagar som kommer och går - 3.30
8. Fri - 3.30
9. Easy Come Easy Go - 3.01
10. Blue Virgin Isles - 4.28
11. Ett hus med många rum - 3.07
12. New Kid in Town - 5.33
13. En timme för sent - 3.45
14. Långt bortom bergen - 3.06
15. Every Face Tells a Story - 3.43
16. Regnet som föll igår - 4.20
17. Jag är på väg (I'm on My Way) - 3.35
18. Handen som rörde mig - 3.05
19. Don't Forget to Remember Me - 3.20
20. Get to the Church - 3.25
21. Har du glömt - 2.45

## Övrigt
- Yttersidan innehåller fel låtförteckning. Ju mer jag ser är inte med, vilket den är enligt yttersidan. Låtförteckningen är också något i fel ordning. Innersidan har rätt låtlista.